# 歩大汗薩
歩大汗 薩（ほだいかん さつ、生没年不詳）は、中国の北魏末から北斉にかけての軍人。本貫は太安郡狄那県、あるいは代郡西部。

## 経歴
北魏の龍驤将軍・領民別将の歩大汗居の子として生まれた。六鎮の乱が起こると、歩大汗薩は一家を率いて南方に避難し、秀容で爾朱栄に帰順した。建義元年（528年）、爾朱栄の入洛に従い、軍功により揚武軍帳内統軍に任ぜられ、江夏子の爵位を受けた。葛栄の乱の平定に参加し、功績を重ねて、鎮南将軍を加えられた。永安3年（530年）、爾朱栄の死後、爾朱兆の入洛に従い、帳内大都督に任ぜられた。中興2年（532年）、爾朱兆の下で韓陵の戦いに参加し、爾朱兆が敗れると、歩大汗薩は高歓に降った。第三領民酋長となり、秦州鎮城都督・北雍州刺史に累進した。天平元年（534年）、東魏が建国されると、歩大汗薩は東寿陽三泉都督に転じた。元象元年（538年）、行燕州となり、臨川領民大都督に転じ、長広伯の爵位を受けた。柔然への使者として立ち、帰還後に儀同三司となった。五城大都督として出向し、河陽に駐屯した。武定元年（543年）、高仲密が乱を起こし、宇文泰が洛陽の攻略を図ると、歩大汗薩は劉豊とともに河陽城を守ってこれに抗戦した。車騎大将軍・開府を加えられ、行唐県公に進封された。晋州刺史となり、安陵県男の別封を受け、驃騎大将軍を加えられた。天保元年（550年）、北斉が建国されると、歩大汗薩は義陽郡公に改封された。天保3年（552年）、合肥が包囲されると、歩大汗薩は暴顕や慕容儼らとともに梁の北徐州を攻撃し、その刺史の王強を捕らえた。天保4年（553年）、郭元建が合肥に派遣されて水軍を運用すると、歩大汗薩は邢杲遠や東方老らとともにこれに合流した。天保5年（554年）、涇州の救援に派遣された。

## 伝記資料
- 『北斉書』巻20 列伝第12
- 『北史』巻53 列伝第41